# Rhododendron modestum
Rhododendron modestum är en ljungväxtart som beskrevs av Joseph Dalton Hooker. Rhododendron modestum ingår i släktet rododendron, och familjen ljungväxter. Inga underarter finns listade i Catalogue of Life.